# تخطيط الصدى بطريق المستقيم
تخطيط الصدى بطريق المستقيم (اختصارًا TRUS) هي طريقةٌ لتصوير أعضاء الحوض، وُتعد أكثر الطرق شيوعًا لإجراء خزعة البروستاتا الموجهة بالموجات فوق الصوتية لدى الرجال الذين يعانون من ارتفاع المستضد البروستاتي النوعي أو وجود عقيداتٍ بروستاتية أثناء فحص المستقيم بالإصبع. قد تكشفُ الخزعة الموجهة بالموجات فوق الصوتية بطريق المستقيم عن سرطان البروستاتا أو تضخم البروستات الحميد أو التهاب البروستات. كما قد تكشف عن أمراضٍ أُخرى في المستقيم السفلي، ويُمكن استخدامها في تحديد مرحلة سرطان القولون الأولي.